# Charles Pierre de Lamer
Charles Pierre  de Lamer, né le 23 février 1753 à Toulon et mort le 28 novembre 1812 lors du Passage de la Bérézina, est un général et homme politique français de la Révolution et de l’Empire.

## Biographie
Charles Pierre de Lamer est nommé le 28 octobre 1770, sous-lieutenant au régiment de Médoc (qui devient en 1791 le 70e de ligne). Il va rejoindre le 2e bataillon à la Martinique et fait les guerres d'Amérique. Revenu en France en 1784 et promu lieutenant au corps le 24 avril de la même année, il reçoit son brevet de capitaine le 24 avril 1785. Il fut promu  chevalier de l'ordre de Saint Louis le 18 décembre 1791 
Aide de camp du général Dagobert à l'armée des Alpes en 1792, il se signale à l'affaire du col de Sospello et à l'attaque du camp de Jalès sous les ordres du général d'Albignac. Chef de brigade en juillet 1793, puis général de brigade le 10 août 1793, chef d'état-major de l'armée des Pyrénées-Orientales, général de division le 23 décembre 1793, il exerce le commandement provisoire de l'armée des Pyrénées-Orientales jusqu'à l'arrivée du général Dugommier.
Admis au traitement de réforme le 28 août 1797, il est réintégré le 26 avril 1800, commande le dépôt de Nîmes jusqu'au 5 juillet 1801, devient inspecteur aux revues à la 12e division militaire le 7 janvier 1802. Membre de la Légion d'honneur le 25 mars 1804, et il est chargé du service des revues en Vendée.
Choisi par le Sénat conservateur comme député des Pyrénées-Orientales au Corps législatif le 18 février 1807, il est appelé le 25 janvier 1812, au service des revues de la cavalerie de réserve de la Grande Armée, sous les ordres de Murat, fait la campagne de Russie et disparait au passage de la Bérézina.

### Vie familiale
Fils de Pierre Henri de Lamer (1716-1785), commissaire de la Marine  d'une très ancienne famille toulonnaise  et Thérèse Barbe Meistre, Charles Pierre eut d'un premier mariage :
- Marie Henriette (vers 1786 ✝ 3 janvier 1858 - Pierrelatte, Drôme), mariée en 1806 (Sollies, Var) avec Louis Bernard Germain Massis-Cuchet (1775-1845), receveur des domaines à Pierrelatte, dont postérité ;

Lamer se marie une seconde fois le 17 novembre 1795 à Perpignan, avec Jeanne Lazerme (14 novembre 1774 - Perpignan, Pyrénées Orientales morte en 1834 - Perpignan ou Arles-sur-Tech), dont :
- Charles né en 1796 - Perpignan, maire de Rivesaltes, sous-préfet de Prades, marié le 3 septembre 1822 (Rivesaltes) Eugénie Marcelline Adèle Josèphe Françoise Parès, née en 1799 - Rivesaltes, dont :
  - Caroline née en 1824 - Rivesaltes, mariée le 2 mai 1849 à Rivesaltes avec François Xavier Cristau (16 novembre 1810 ✝ 6 juin 1877), dont postérité ;
- Amédée (10 octobre 1798 - Arles-sur-Tech ✝ 30 juillet 1866 - Arles-sur-Tech), élève de l'École militaire (1814), sous-lieutenant aux gardes du corps de la maison du Roi, lieutenant à la Légion des Pyrénées-Orientales, colonel de la Garde nationale (1848) , marié le 6 janvier 1823 (Perpignan) avec Julie Calmètes (19 février 1798 - Perpignan ✝ 7 novembre 1870 - Perpignan), dont :
  - Jules (21 juin 1828 - Perpignan ✝ 16 avril 1906 - Perpignan), préfet, marié le 13 mai 1856 (Perpignan) avec Léonie Massot (née en 1835), dont 
    - Paul Amédée (8 mai 1857 - Perpignan ✝ 27 avril 1929 - Perpignan),
    - et un autre fils ;

  - et deux filles.

Charles-Pierre de Lamer avait par ailleurs une sœur Dorothée (1763-1844) qui épousa en 1780 Antoine Vian dit  Vian des Rives (1753-1835) manufacturier en soie, maire de Cotignac -Var en 1797, titulaire de l'ordre du Lys à la Restauration.

## États de service
- Sous-lieutenant au régiment de Médoc (28 octobre 1770) ;
- Lieutenant (24 avril 1783) ;
- Capitaine (24 avril 1785) ;
- Aide de camp du général Dagobert
- Chef de brigade ;
- Général de brigade (10 août 1793) ;
- Chef d'état-major de l'armée des Pyrénées-Orientales
- Général de division (23 décembre 1793) ;
- Commandant provisoire de l'armée des Pyrénées-Orientales (16 septembre - 12 octobre 1795) ;
- Admis au traitement de réforme (11 fructidor an V, réintégré le 6 floréal an VIII) ;
- Commandant du dépôt de Nîmes (jusqu'au 15 messidor an IX) ;
- Inspecteur aux revues à la 12e division militaire (17 nivôse an X) ;
- Chargé du service des revues en Vendée (an XII) ;
- Chargé des revues de la cavalerie de réserve de la Grande Armée (25 janvier 1812).

## Campagnes
- Guerre d'indépendance des États-Unis ;
- Armée des Alpes (1790) :
  - Affaire du col de Sospello, attaque du camp de Jalès ;
- Armée des Pyrénées-Orientales ;
- Campagne de Russie (1812) :
  - Bataille de la Bérézina.

## Autres fonctions
- Député des Pyrénées-Orientales au Corps législatif (18 février 1807).

## Décorations
- Légion d'honneur :
  - Légionnaire (4 germinal an XII) ;
- Ordre royal et militaire de Saint-Louis :
  - Chevalier de Saint-Louis.

## Titres
- Chevalier de l'Empire (lettres patentes du 13 août 1811).

## Règlement d'armoiries
| Figure | Blasonnement |
|        | Armes de Charles Pierre de Lamer : D'argent à un lion d'azur. |
|        | Armes de Chevalier de l'Empire : D'azur, coupé d'une mer d'azur; à la bordure de gueules, chargée du signe des chevaliers légionnaires. Armes parlantes. (Lamer⇔la mer). |